# Shouldn't Have...
《Shouldn't Have...》是韓國女歌手白娥娟於2015年5月20日發行的數位歌曲，由JYP娛樂製作；KT音樂發行。這是白娥娟第一首創作歌曲，並和JYP娛樂旗下樂團DAY6成員Young K合作。
公開〈Shouldn't Have...〉的音源當天在韓國數個音源榜上獲得第一名，之後名次下降但仍位居榜單中上方。歌曲發行逾兩週，在韓國樂壇前輩們推出新曲的情況下，反而重回音源榜第一名，JYP娛樂遂決定開始宣傳活動，並在6月26日的KBS《音樂銀行》拿下白娥娟出道以來首個一位。

## 背景
2013年6月12日發行《a Good Girl》之後，白娥娟除了演唱電視原聲帶外，沒有發表任何新的作品，這期間曾錄製多首歌曲，但都被公司認為不適合，於是朴軫永建議白娥娟可以嘗試自己創作詞曲，和沈恩智作曲家共同合作。

## 歌曲與歌詞
白娥娟在創作初期不太順利，和作曲老師初次見面時，過了三個小時都沒有進展，之後想起自己的愛情故事：年初時和戀人分手後才知道他變心了，朴軫永覺得把這件事情寫成歌曲很好，她便把這段故事整理之後寫成歌詞。擅長彈鋼琴的她，在歌詞出來之後順利地完成作曲。最後朴軫永認為歌曲只有女方的想法，應該也要有男方的想法，因此加上由Young K撰寫的饒舌部分，描述即便傷害了女方的心，但自己並不是個壞男人。
歌曲完成後運用吉他、打擊樂等原聲樂器，呈現出中等節奏的節奏藍調歌曲。韓國目前的熱門話題就是「曖昧男女」（韓語：썸남썸녀），〈Shouldn't Have...〉平鋪直敘的歌詞，剛好符合很多人的心境，無論是曖昧或是被花心的戀人所拋棄，都可以從歌詞裡得到共鳴，因此能在歌曲發行兩週後獲得第一。

## 現場演出
公開音源的當天晚上，與genie合作舉行一場小型的現場演出，演唱〈跟我說〉和〈Shouldn't Have...〉。發行兩個禮拜後佔據音源榜一位，JYP娛樂為答謝歌迷，6月17日於dal.komm coffee舉辦突襲現場演出，演唱〈Shouldn't Have...〉。另外也決定舉辦白娥娟出道以來的首場個人演唱會，8月7、8、9、14、15、16日在首爾弘大VELOSO演出，15&的朴智敏和Bernard Park擔任演唱會的嘉賓。

## 榜單
| 排行榜（2015年）       | 最高名次 | 最高名次 | 最高名次 |
| 排行榜（2015年）       | 週榜     | 月榜     | 上半年榜 |
| ---------------------- | -------- | -------- | -------- |
| 韓國gaon數位綜合榜     | 1        | 3        | 29       |
| 韓國gaon音源下載榜     | 1        | 3        | 26       |
| 韓國gaon線上音源榜     | 1        | 3        | 44       |
| 韓國gaon背景音樂服務榜 | 2        | 6        | -        |
| 韓國gaon手機鈴聲榜     | 1        | 2        | -        |
| 韓國gaon KTV榜         | 2        | 11       | -        |
| - 表示未統計           |          |          |          |

| 排行榜（2015年）                      | 最高名次 | 最高名次 | 最高名次 |
| 排行榜（2015年）                      | 實時榜   | 日榜     | 週榜     |
| ------------------------------------- | -------- | -------- | -------- |
| iChart                                | 1        | -        | 1        |
| Melon                                 | 1        | 1        | 1        |
| Mnet                                  | 1        | 1        | 2        |
| Bugs                                  | 1        | 1        | 1        |
| Olleh                                 | 1        | 1        | 1        |
| Soribada                              | 1        | 1        | 2        |
| Genie                                 | 1        | 1        | 1        |
| Naver                                 | 1        | 1        | 1        |
| Daum                                  | 1        | 1        | 2        |
| Cyworld                               | 2*       | 2*       | *        |
| Monkey3                               | 1        | 1        | 1        |
| - 表示未統計；*Cyworld僅記錄至5月31日 |          |          |          |

## 發行歷史
| 地區 | 發行日期      | 形式         | 發行公司 |
| ---- | ------------- | ------------ | -------- |
| 全球 | 2015年5月20日 | 數位音樂下載 | KT音樂   |